# Corpus Aristotelicum

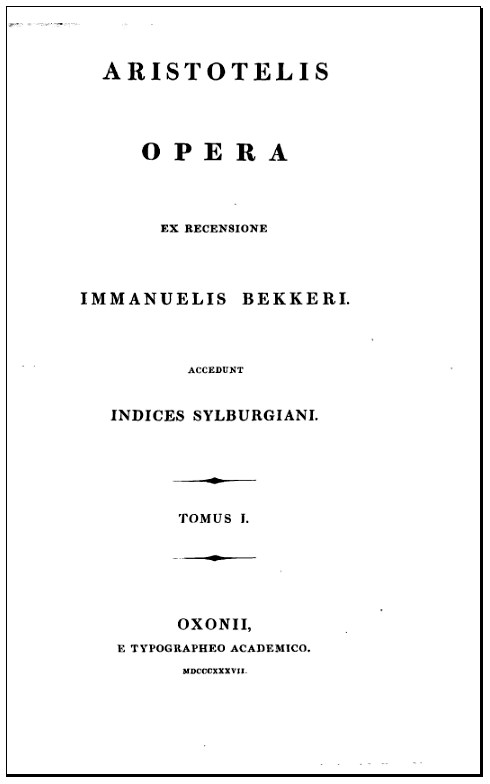
Strona tytułowa wydania Corpus Aristotelicum Bekkera z 1837 r.

Corpus Aristotelicum – zbiór pism Arystotelesa, które przetrwały do naszych czasów.
Dzieła Arystotelesa i jego współpracowników z Lykeionu dzieliły się na dwie grupy. Pisma egzoteryczne przeznaczone były do szerokiego kręgu odbiorców. Do dziś przetrwały jedynie w niewielkich fragmentach. Zachowane dzieła były pismami ezoterycznymi, przeznaczonymi dla wąskiego grona uczniów i współpracowników szkoły.
Pierwsze wydanie krytyczne pism Arystotelesa przygotowane zostało przez Augusta Immanuela Bekkera w latach 1831-1836. Wydanie Bekkera jest obecnie podstawą do specjalnego systemu cytowania dzieł Arystotelesa. Odwołując się do dzieł Stagiryty podaje się czterocyfrową liczbę oznaczającą numer strony w wydaniu Bekkera, literę a lub b oznaczającą kolumnę, a następnie numer wersu. Np. 765a12 oznacza s. 765, lewą kolumnę, wers 12.
Numeracja Bekkera nie uwzględnia zachowanych fragmentów z zaginionych dzieł Arystotelesa (np. Zachęty do filozofii czy O filozofii), oraz odnalezionego w 1890 r. Ustroju politycznego Aten.

## Dzieła Arystotelesa
Podane w nawiasach liczby oznaczają początek danego tekstu w wydaniu krytycznym Bekkera. Podano tytuł polski, tytuł oryginału greckiego oraz tytuł łaciński.
Znakiem ? oznaczono dzieła, których przypisywanie Arystotelesowi jest obecnie dyskusyjne,
Znakiem ??? oznaczono dzieła obecnie uznawane za niepochodzące od Arystotelesa (autorstwo Pseudo-Arystotelesa).

### Logika (Ὄργανον,Organon)

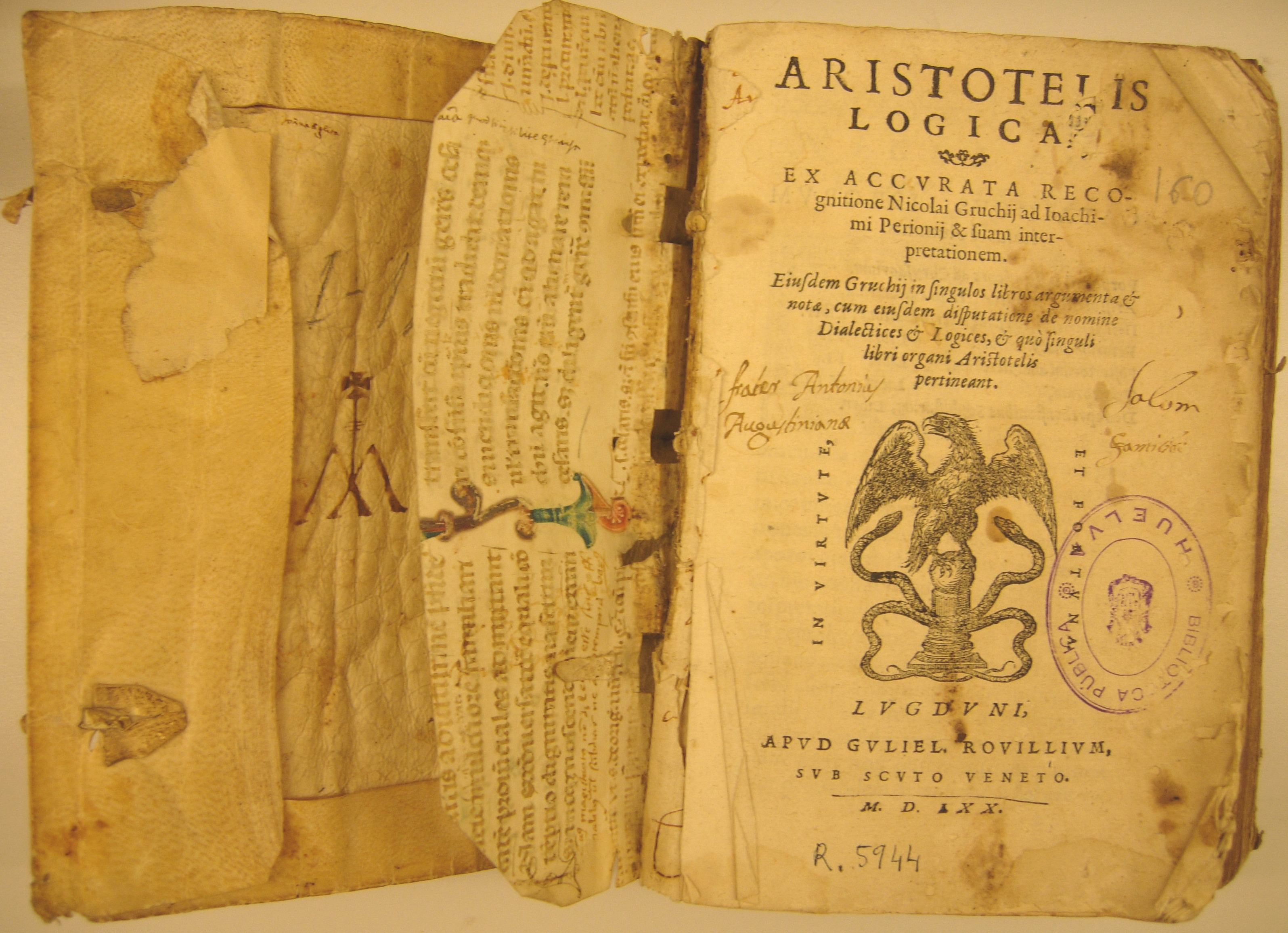
Wydanie pism logicznych Arystotelesa z 1570 r.

- (1a) Kategorie (Κατηγοριαι, Categoriae)
- (16a) O interpretacji (Περὶ Ἑρμηνείας, De Interpretatione)
- (24a) Analityki pierwsze (Ἀναλυτικῶν προτέρων, Analytica Priora)
- (71a) Analityki wtóre (Ἀναλυτικῶν ὑστέρων, Analytica Posteriora)
- (100a) Topiki (Τόποι, Topica)
- (164a) O dowodach sofistycznych (Περὶ σοφιστικῶν ἐλέγχων, De Sophisticis Elenchis)

### Fizyka

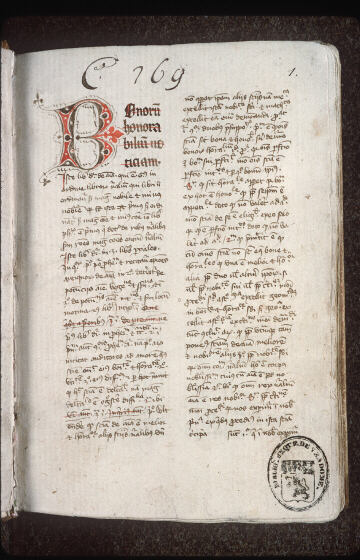
Strona ze średniowiecznego rękopisu De Anima (ok. 1362).

- (184a) Fizyka (Φυσικὴ ἀκρόασις, Physica)
- (268a) O niebie (Περὶ οὐρανοῦ, De Caelo)
- (314a) O powstawaniu i ginięciu (Περὶ γενέσεως καὶ φθορᾶς, De Generatione et Corruptione)
- (338a) Meteorologika (Μετεωρολογικῶν, Meteorologica)
- (391a) O świecie (Περὶ κοσμοῦ. De Mundo) ??? – datowany na lata między 350 a 200 p.n.e[1]
- (402a) O duszy (Περὶ ψυχῆς, De Anima)
- Krótkie rozprawy psychologiczno-biologiczne (Parva Naturalia):
  - (436a) O zmysłach i ich przedmiotach (Περὶ αἰσθήσεως καὶ αἰσθητῶν. De Sensu et Sensibilibus)
  - (449b) O pamięci i przypominaniu sobie (Περὶ μνήμης καὶ ἀναμνήσεως, De Memoria et Reminiscentia)
  - (453b) O śnie i czuwaniu (Περὶ ὕπνου καὶ ἐγρηγόρσεως, De Somno et Vigilia)
  - (458a) O marzeniach sennych (Περὶ ἐνυπνίων, De Insomniis)
  - (462b) O wieszczbiarstwie ze snu (Περὶ τῆς καθ’ ὕπνον μαντικῆς, De Divinatione per Somnum)
  - (464b) O długości i krótkości życia (Περὶ μακροβιότητος καὶ βραχυβιότητος, De Longitudine et Brevitate Vitae)
  - (467b) O młodości i starości, O życiu i śmierci, O oddychaniu (Περὶ νεότητος καὶ γήρως, De Juventute et Senectute; Περὶ ζωῆς καὶ θανάτου, De Vita et Morte; Περὶ ἀναπνοῆς, De Respiratione)
- (481a) O oddychaniu (Περὶ πνεύματος, De Spiritu) ???
- (486a) Zoologia (Περὶ τὰ ζῷα ἱστορίαι, Historia Animalium)
- (639a) O częściach zwierząt (Περὶ ζῴων μορίων, De Partibus Animalium)
- (698a) O ruchu zwierząt (Περὶ ζῴων κινήσεως, De Motu Animalium)
- (704a) O poruszaniu się przestrzennym zwierząt (Περὶ πορείας ζῴων, De Incessu Animalium)
- (715a) O rodzeniu się zwierząt (Περὶ ζῴων γενέσεως, De Generatione Animalium)
- Pisma różne:
  - (791a) O barwach (Περὶ χρωμάτων, De Coloribus) ???
  - (800a) O głosach (Περὶ ἀκουστῶν, De Audibilibus) ???
  - (805a) Fizjognomika (Φυσιογνωμονικῶν, Physiognomonica) ???
  - (815a) O roślinach (Περὶ φυτῶν, De Plantis) ???
  - (830a) Opowiadania zdumiewające (Περὶ θαυμασίων ἀκουσμάτων, De Mirabilibus Auscultationibus) ???
  - (847a) Mechanika (Μηχανικά, Mechanica) ???
- (859a) Zagadnienia przyrodnicze (Προβλημάτων, Problemata) ?
  - (968a) O odcinkach niepodzielnych (Περὶ ἀτόμων γραμμῶν, De Lineis Insecabilibus) ???
  - (973a) Położenia i nazwy wiatrów (Ἀνέμων θέσεις καὶ προσηγορίαι, Ventorum Situs) ???
  - (974a) O Melliossie, Ksenofanesie i Gorgiaszu (Περὶ Ξενοφάνους, Περὶ Ζήνωνος, Περὶ Γοργίου) ???

### Metafizyka
- (980a) Metafizyka (Τῶν μετὰ τὰ φυσικά, Metaphysica)

### Etyka i polityka
- (1094a) Etyka nikomachejska (Ἠθικῶν Νικομαχείων, Ethica Nicomachea)
- (1181a) Etyka wielka (Ἠθικῶν Μεγάλων, Magna Moralia) ?
- (1214a) Etyka eudemejska (Ἠθικῶν Εὐδημίων, Ethica Eudemia)
- (1249a) O cnotach i wadach (Περὶ ἀρετῶν καὶ κακίων, De Virtutibus et Vitiis Libellus) ???
- (1252a) Polityka (Πολιτικά, Politica)
- (1343a) Ekonomika (Οἰκονομικῶν, Oeconomica) ?

### Retoryka i poetyka
- (1354a) Retoryka (Τέχνης ῥητορικῆς, Ars Rhetorica)
- (1420a) Retoryka dla Aleksandra (Ῥητορικὴ πρὸς Ἀλέξανδρον, Rhetorica ad Alexandrum) ??? – obecnie przypisywana Anaksymenesowi z Lampsakos[2]
- (1447a) Poetyka (Περὶ ποιητικῆς, Ars Poetica)

## Historia

### Średniowiecze
Upadek cesarstwa zachodniorzymskiego pociągnął za sobą głęboki kryzys kulturowy. Tylko nieliczne prace Arystotelesa były znane w początkowym okresie średniowiecza.
Do IX w. znane było O interpretacji w tłumaczeniach Mariusza Wiktoryna i Boecjusza. Pod koniec wieku X znane były również jego Kategorie (tłum. Boecjusza). W tzw. renesansie XII w. odkryto kolejne dzieła Stagiryty: pierwszą księgę Analityk pierwszych, Topiki i O dowodach sofistycznych. Lokalnie znane były także druga księga Analityk pierwszych i Analityki wtóre, lecz nie były rozpowszechniane. Pod koniec XII wieku powszechnie znany był już cały Organon, zaczynają się też pojawiać tłumaczenia innych dzieł Arystotelesa: fragmenty Fizyki, Metafizyki czy O duszy. W konsekwencji, przez większość średniowiecza, Arystoteles był znany przede wszystkim jako logik. Przekonanie to utwierdzane było także przez dostępne opracowania i komentarze do jego dzieł. Szczególnie popularne były Isagoga Porfiriusza i komentarze do Kategorii i O interpretacji Boecjusza. Dopiero od XII wieku więcej tekstów staje się dostępne. Znane jest ok. 2000 rękopisów przekładów Stagiryty. Faktyczna ich liczba musiała więc być większa. Od XII wieku rośnie znaczenie jego tekstów z filozofii przyrody i metafizyki. Dodatkowo w średniowieczu krążyło wiele tekstów błędnie przypisywanych Arystotelesowi (obok wymienionych w powyższym spisie, także Liber de causis czy Secretum secretorum).
Większość dzieł Arystotelesa została przybliżona łacińskiemu zachodowi za pośrednictwem filozofów muzułmańskich i żydowskich. Znacznie mniejsze znaczenie miało natomiast pośrednictwo Bizancjum. Z języka greckiego dzieła Stagiryty tłumaczył na normańskiej Sycylii Henryk Aristippus. Na północy Włoch działali natomiast Burgundiusz z Pizy, Mojżesz z Bergamo, Jakub z Wenecji i Wilhelm z Moerbeke. Ten ostatni był najważniejszym tłumaczem z języka greckiego, tłumacząc niemal wszystkie dzieła Arystotelesa.